# Bojkova dupka
Bojkova dupka este o arie protejată (arie specială de conservare — SAC, sit de importanță comunitară — SCI) din Bulgaria întinsă pe o suprafață de 1,6 ha, integral pe uscat.

## Localizare
Centrul sitului Bojkova dupka este situat la coordonatele 43°39′20″N 26°20′54″E / 43.6556°N 26.3484°E.

## Înființare
Situl Bojkova dupka a fost declarat sit de importanță comunitară în martie 2007 pentru a proteja 8 specii de animale. Situl a fost protejat și ca arie specială de conservare în februarie 2015.

## Biodiversitate
Situată în ecoregiunea continentală, aria protejată conține 1 habitat natural: Peșteri inaccesibile publicului.
La baza desemnării sitului se află mai multe specii protejate de  mamifere (8): lupul (Canis lupus), liliac cu aripi lungi (Miniopterus schreibersii), liliac cu urechi mari (Myotis bechsteinii), liliac cu picioare lungi (Myotis capaccinii), liliac cărămiziu (Myotis emarginatus), liliacul mediteranean cu potcoavă (Rhinolophus euryale), liliacul mare cu potcoavă (Rhinolophus ferrumequinum), liliacul mic cu potcoavă (Rhinolophus hipposideros)
Pe lângă speciile protejate, pe teritoriul sitului au mai fost identificate 1 specie de nevertebrate.